# Goszcz

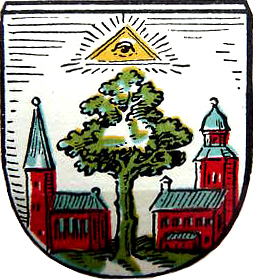
Herb Goschütz (rysunek z okresu międzywojennego)

Goszcz (niem. Goschütz) (1638-1742 miasto) – wieś w Polsce, położona w województwie dolnośląskim, w powiecie oleśnickim, w gminie Twardogóra, na wysokości 150 m n.p.m., około 50 km na północny wschód od Wrocławia i około 40 km na południowy zachód od Ostrowa Wielkopolskiego.
W latach 1954–1972 wieś należała i była siedzibą władz gromady Goszcz. W latach 1975–1998 wieś administracyjnie należała do województwa wrocławskiego.

## Nazwa
Niemiecki nauczyciel Heinrich Adamy wywodził nazwę miejscowości od polskiej nazwy „gościniec” lub „gospoda”. W swoim dziele o nazwach miejscowych na Śląsku wydanym w 1888 roku we Wrocławiu jako najstarszą nazwę miejscowości wymienia Gosz podając jej znaczenie „Wirtshaus” czyli w języku polskim „Gospoda, gościniec, oberża, karczma”. Nazwa wsi wiązała się prawdopodobnie ze znanym zajazdem lub karczmą przyjmującą gości i została później fonetycznie zgermanizowana na Goschütz tracąc swoje pierwotne znaczenie.
W księdze łacińskiej Liber fundationis episcopatus Vratislaviensis (pol. Księga uposażeń biskupstwa wrocławskiego) spisanej za czasów biskupa Henryka z Wierzbna w latach 1295–1305 miejscowość wymieniona jest w zlatynizowanej formie Gosche.
W alfabetycznym spisie miejscowości na terenie Śląska wydanym w 1830 roku we Wrocławiu przez Johanna Knie wieś występuje pod polską nazwą Goszcza oraz niemiecką Goschütz. Polską nazwę miejscowości w obecnie obowiązującej formie Goszcz w książce „Krótki rys jeografii Szląska dla nauki początkowej” wydanej w Głogówku w 1847 wymienił śląski pisarz Józef Lompa.

## Integralne części wsi
| SIMC    | Nazwa               | Rodzaj     |
| ------- | ------------------- | ---------- |
| 0881928 | Kuźnica Goszczańska | przysiółek |
| 0881934 | Szczodrak           | przysiółek |
| 0881940 | Troska              | przysiółek |

## Historia
Najstarsze ślady człowieka na terenie dzisiejszego Goszcza pochodzą z neolitu. Dowodem na to są trzy toporki pochodzące z tego okresu znalezione w Goszczu i niedaleko Goszcza.
Pierwsze zapisy o Goszczu jako części dóbr biskupstwa wrocławskiego - pochodzą z bulli papieża Hadriana IV z roku 1156. Dobra goszczańskie były własnością Kościoła do XVI w., następnie stały się dobrami książęcymi. W roku 1686 Goszcz (zwany w tym czasie Gościec) otrzymał nawet prawa miejskie i herb. Był państwem stanowym.
W roku 1945 miejscowość włączono do Polski. Jej dotychczasową ludność wysiedlono do Niemiec.
Jan Jakub Kolski w latach 90. XX wieku kręcił w Goszczu swój film Jańcio Wodnik.

## Zabytki
Do wojewódzkiego rejestru zabytków wpisane są:
- układ ruralistyczny, z XVIII-XIX w.
- zespół pałacowy, z lat 1749-1755 i 1886-1888:
  - pałac von Reichenbachów (ruina), pierwszy pałac w Goszczu wybudowano w latach 1730–1740 na miejscu XII-wiecznego zamku. Strawił go jednak ogromny pożar w 1749 r. W latach 1749–1755 powstał nowy pałac według projektu śląskiego architekta epoki baroku, Karla Martina Frantza. Całość zespołu dworsko-pałacowego zgrupowano wkoło prostokątnego dziedzińca, którego oś główną stanowił budynek pałacu. Prowadziły do niego trzy bramy wjazdowe. Do stycznia 1945 r. obiekt ten należał do rodziny Reichenbachów, potem zajęły go wojska radzieckie, a następnie oddano go w zarząd miejscowej administracji. W wigilię Bożego Narodzenia 1947 r. wybuchł pożar w pałacu. Pomimo akcji jednostek straży pożarnej pałac doszczętnie spłonął. Pod koniec lat 50. XX w. podjęto prace mające na celu odbudowę pałacu na ośrodek wczasowo-szkoleniowy pracowników PGR. Prace te (prawdopodobnie ze względu na brak środków finansowych zostały przerwane najpóźniej ok. 1960 r.[15] W kolejnych latach zrujnowany korpus pałacu systematycznie niszczał. W 2020 roku Gmina Twardogóra przygotowała projekt zakładający zabezpieczenie konstrukcyjne murów obiektu w formie trwałej ruiny, konserwację detalu oraz przystosowanie obiektu do zwiedzania poprzez budowę platformy widokowej oraz iluminację zabytku. Wartość projektu realizowanego w latach 2021-2023 to 10 492 284,43 zł z czego 85% (8 918 441,76 zł) to dofinansowanie z Ministerstwa Kultury, Dziedzictwa Narodowego i Sportu, w ramach Funduszy norweskich i EOG 2014-2021[16].
  - dwa budynki łącznikowe
  - dwie oficyny – dawne domy gościnne
  - oficyna mieszkalna
  - stajnia koni wyjazdowych
  - maneż
  - dom ogrodnika
  - budynek bramny, obecnie dom nr 63, z przełomu XVIII/XIX w.
  - dwa domy służby pałacowej, z 1760 r.
  - park[17]
- kościół ewangelicki, murowany, wzniesiony w latach 1743-1749 - XVIII w. na planie prostokąta z wieżą od zachodu. Opuszczony po roku 1945, znajduje się w złym stanie technicznym.
- cmentarz ewangelicki, nieczynny, z około połowy XIX w.[18]
  - Mauzoleum rodziny z kartuszem zawierającym herb von Reichenbach w Goszczu[19]
- kościół parafialny, pw. Narodzenia Najświętszej Marii Panny, barokowy, wzniesiony w roku 1778 w północnej części Goszcza, na miejscu kościoła romańskiego z XIII w. Ołtarz główny i dwa ołtarze boczne wykonane są z polichromowanego drewna w późnym baroku. W ołtarzu głównym znajduje się obraz Madonny z Dzieciątkiem. W kruchcie kościoła można podziwiać Pietę z przełomu XVIII i XIX w. W stronie południowej i wschodniej znajdują się witraże

## Demografia
Według Narodowego Spisu Powszechnego (III 2011 r.) liczył 1202 mieszkańców. Jest największą miejscowością gminy Twardogóra.

## Galeria

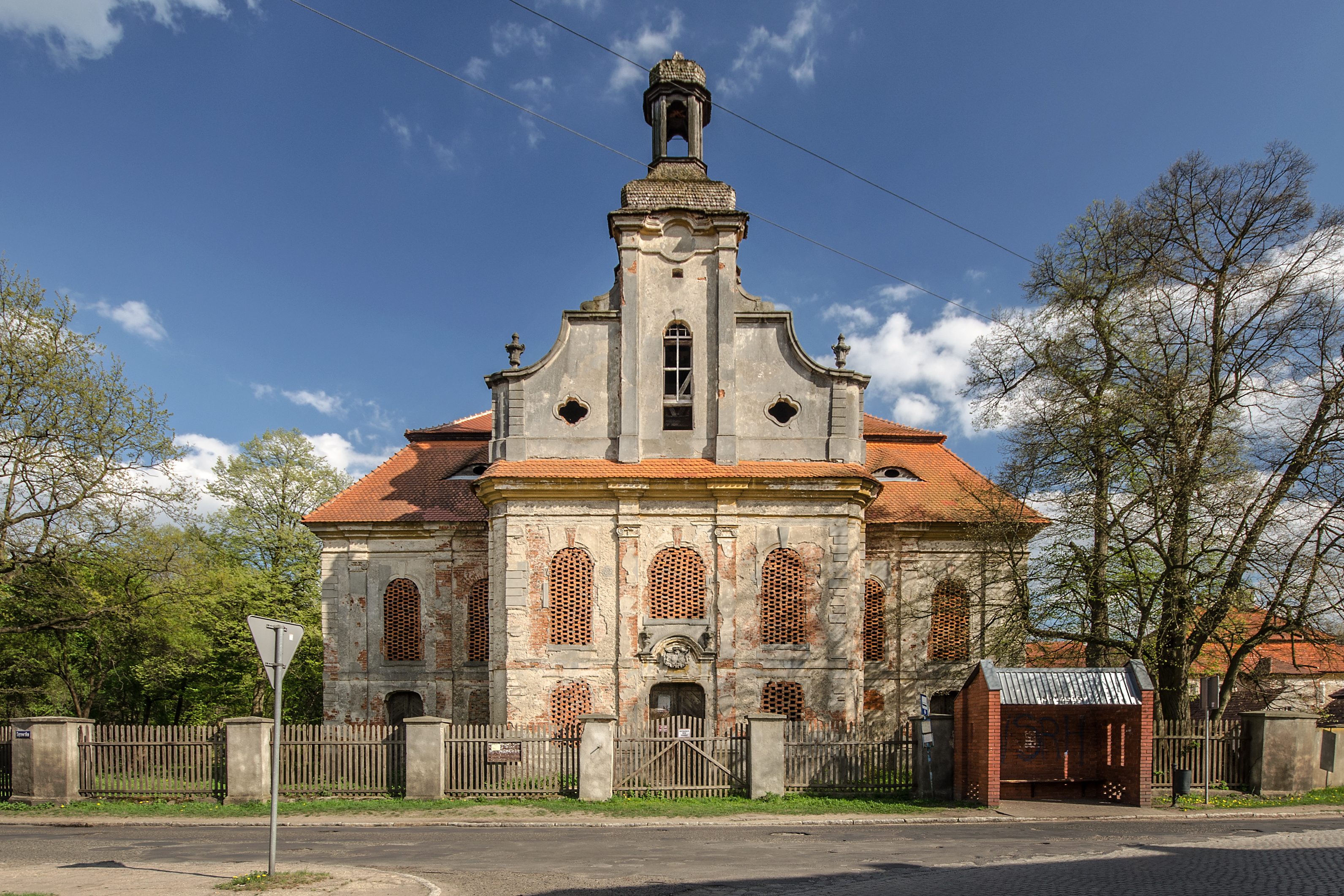
Kościół ewangelicki
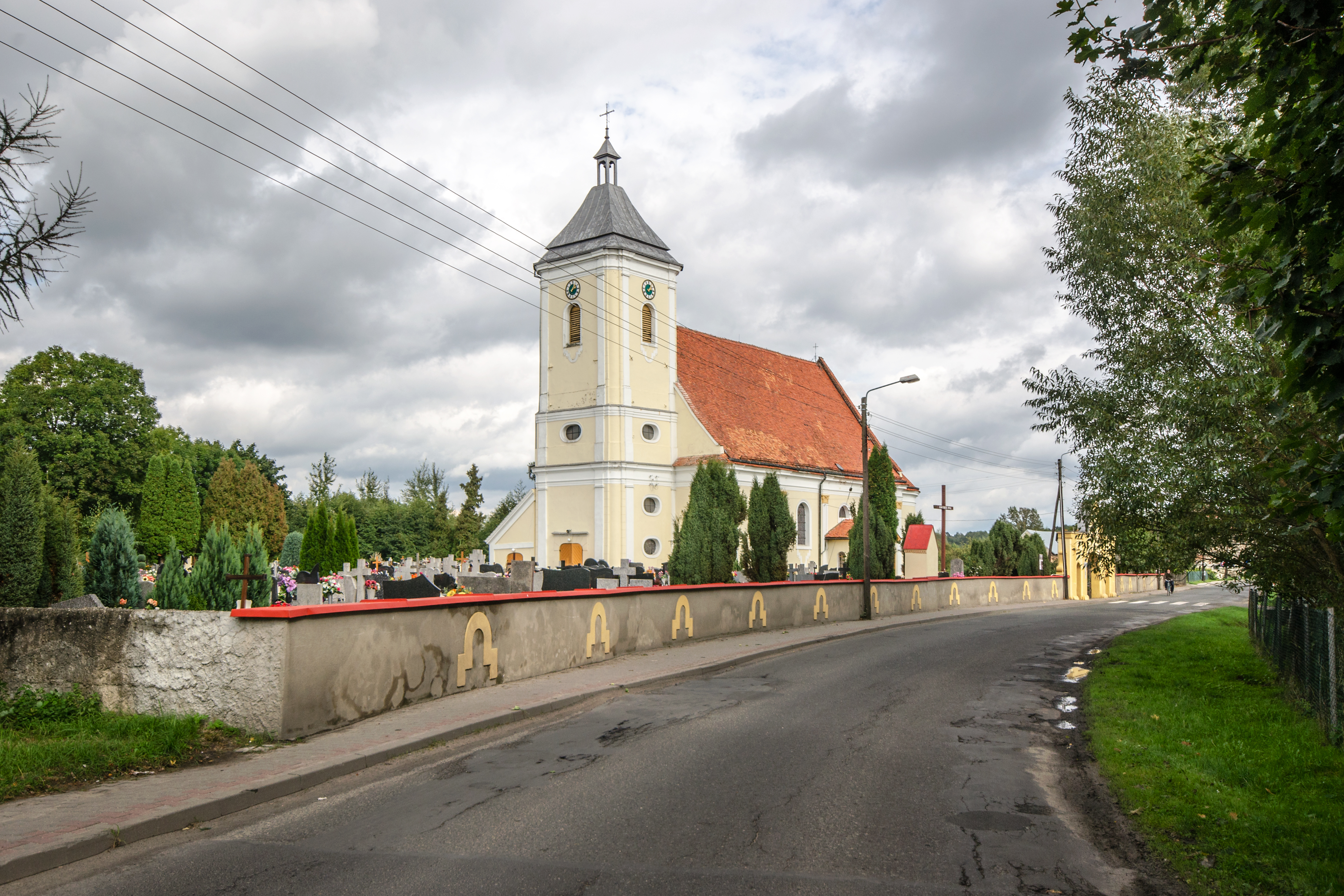
Kościół Narodzenia Najświętszej Marii Panny
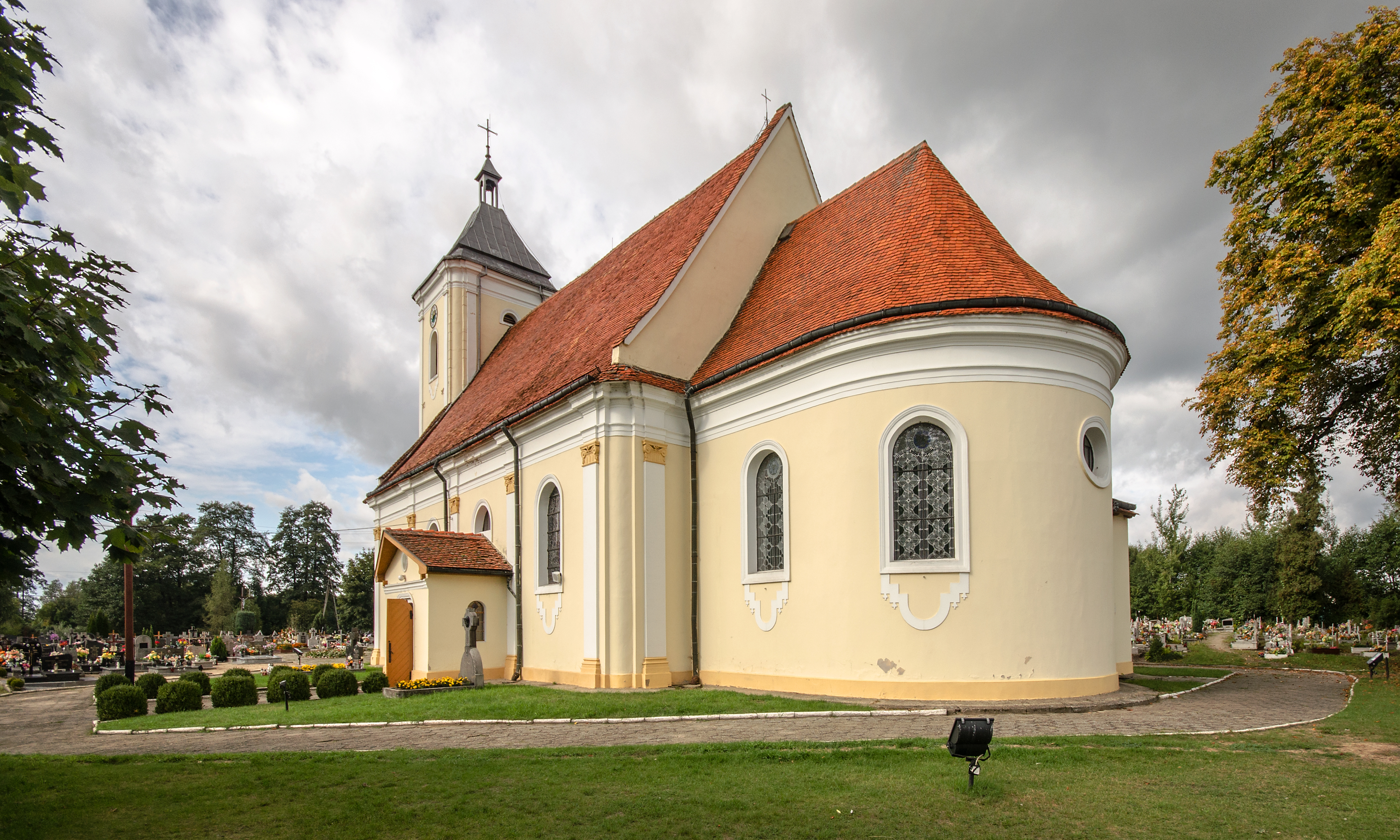
Kościół Narodzenia NMP
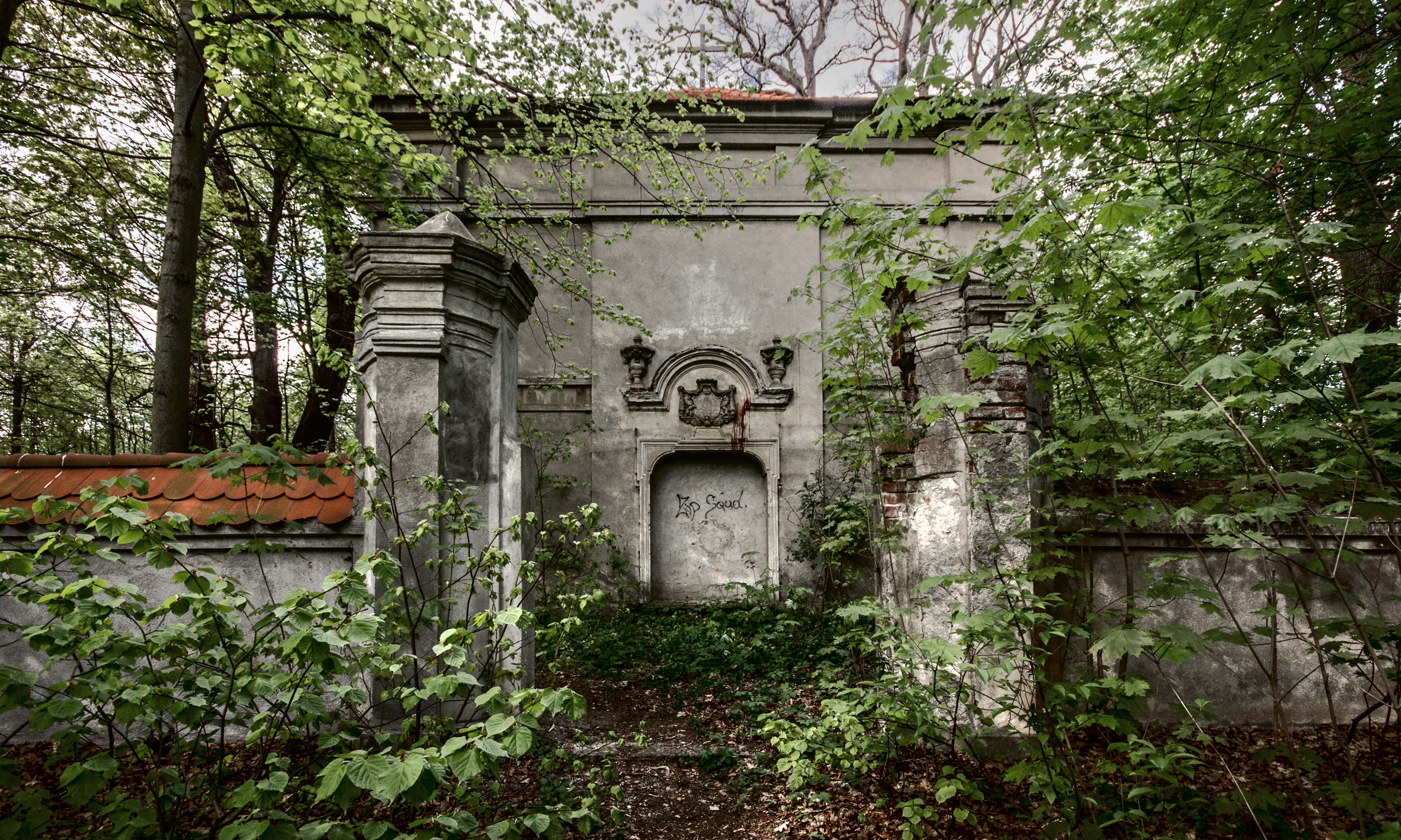
Mauzoleum na cmentarzu ewangelickim
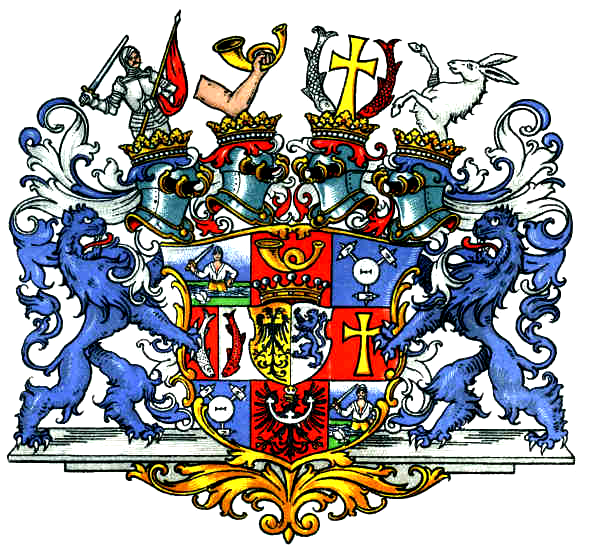
Herb Reichenbach na mauzoleum